# برونو شتراوب
برونو فرنتس شتراوب (مجاری: Straub Ferenc Brunó; ۵ ژانویهٔ ۱۹۱۴ – ۱۵ فوریهٔ ۱۹۹۶) سیاستمدار، استاد دانشگاه، شیمی‌دان، و بیوشیمی‌دان اهل مجارستان بود. وی از ۲۹ ژوئن ۱۹۸۸ تا ۲۳ اکتبر ۱۹۸۹ رئیس شورای ریاست جمهوری خلق مجارستان بود. وی همچنین برندهٔ جوایزی همچون جایزه کشوت شده‌است. شتراوب در ۱۵ فوریه ۱۹۹۶، در سن ۸۲ سالگی درگذشت.